# Château-ferme de Strivay
Le château-ferme de Strivay est un bâtiment classé situé à Strivay dans la commune de Neupré en province de Liège (Belgique).

## Localisation
Le château-ferme est situé le long de la rue principale du village de Strivay, aux nos 99 et 101. La chapelle Saint-Donat, autre bien faisant partie du même classement, se situe à quelques dizaines de mètres plus à l'ouest.

## Historique
Le premier propriétaire mentionné dans les archives au début du XVIIIe siècle est Jean-Dieudonné de Potesta, major de cavalerie au service du prince-évêque de Liège Joseph-Clément de Bavière. Le portail en plein cintre est daté de 1795 au claveau central. En 1901, Léon Frédéric Braconnier acquiert le bien qui reste dans cette famille jusqu'à nos jours. L'aile ouest est doublée par le château conçu en 1906 d'après des plans de l'architecte Paul Jaspar.

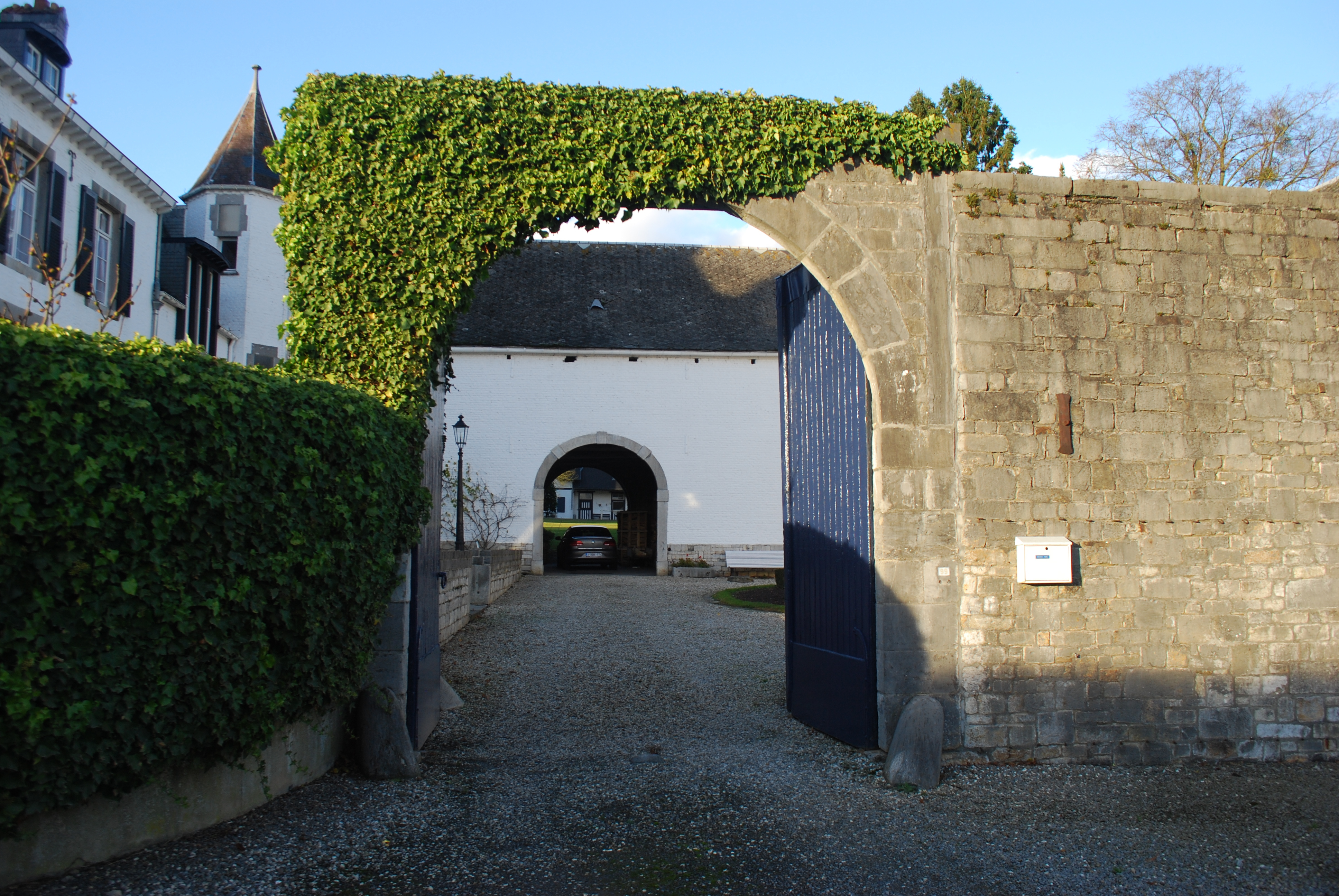
Portail d'entrée du château-ferme de Strivay

## Description
Le château-ferme est construit autour d'une cour intérieure carrée d'une superficie d'environ 500 m2. Le château et le corps de logis de la ferme occupent l'aile ouest et juxtaposent leur pignon le long de la rue, en pierre calcaire pour le corps de logis et en brique pour le château. Le château est surmonté en son centre par une tour carrée ponctuée d'une toiture en ardoises avec girouette portant l’initiale B pour Braconnier. Une tourelle en briques enduites de base octogonale et de trois niveaux se dresse à l'angle nord de la cour intérieure. Les autres ailes de la ferme sont bâties en briques blanchies alors que, côté rue, le haut mur, le portail d'accès et la pignon oriental sont construits en pierre calcaire.

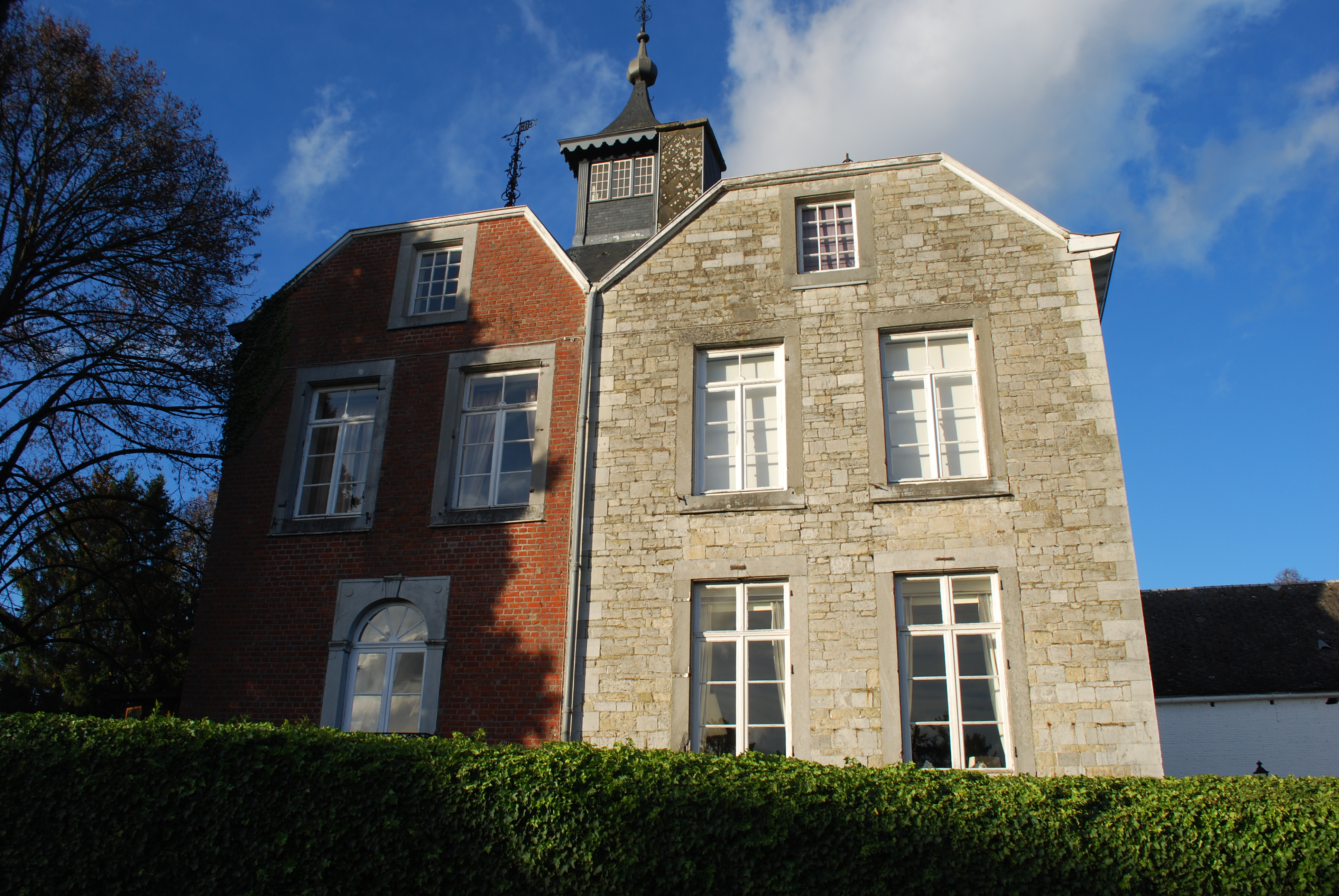
À gauche, le pignon du château et, à droite, celui du corps de logis

## Classement et protection
Le château-ferme et la chapelle Saint-Donat (façades et toitures) ainsi que les murs d'enceinte, n°s 77-79 et l'ensemble formé par le château-ferme, la chapelle et leurs abords sont classés depuis le 30 novembre 1989 et repris sur la liste du patrimoine immobilier classé de Neupré. Le château et la ferme sont des propriétés privées et ne se visitent pas.